# 家本政明
家本 政明（いえもと まさあき、1973年6月2日 - ）は、広島県福山市出身の元サッカー審判員。国際審判員・プロフェッショナルレフェリーも務めた。国際審判員としては、本名の「當麻 政明」（とうま まさあき、TOMA Masaaki）の名義を用いていた（「家本」は旧姓）。

## 来歴
福山葦陽高校時代はDFとしてプレーし、広島県選抜にも選出されたが、当時から激しい運動の後で吐血することがしばしばあった。同志社大学経済学部に進んでもサッカー部に入ったが、1年の夏にフィジカルトレーニング後に大量の吐血を経験し、ドクターストップがかかって選手としての現役続行を断念。一転して大学とカイロプラクティックの専門学校に通いながら審判員を目指す。
大学卒業後の1996年、Jリーグ・京都パープルサンガ（現：京都サンガF.C.）を運営する株式会社京都パープルサンガに入社。同年に1級審判員を全国最年少で取得。しかし、クラブの方針で6年間は審判活動は行えず、クラブスタッフとしてチーム管理や試合運営の業務を担当した。京都のマスコットキャラクター「コトノちゃん」の誕生にも関わったという。
2002年からはJ2リーグで主審、2004年以降はJ1リーグでも主審を務める。但し、京都パープルサンガの職員であったため、京都サンガが関連する試合で審判を務めることは出来なかった。2004年にシミズオクトでのイベント警備の営業職を経て、2005年には国際主審に登録され、同年からは日本サッカー協会（JFA）のスペシャルレフェリー (SR) として活動している。
しかし、判定やピッチ上での行動に対して批判が相次ぎ「一貫性を持ったレフェリングが出来ていない」という理由でJFAから2006年9月12日付けで異例の1ヶ月間の研修（出場停止）を命じられた。研修ののち、1ヶ月間香港で審判を務めた。結局、この年は再び国内で笛を吹くことはなかった。
2006年10月23日、JFA審判委員会が国際サッカー連盟（FIFA）に申請した2007年国際審判員の候補者28名のうち、7名いる国際主審に名を連ねた。
2007年1月2日、全国高等学校サッカー選手権大会2回戦の野洲 - 真岡戦において主審を務め、国内での審判業に復帰した。2007年シーズンはJ1・J2ともに主審として復帰している。平均カード提示数はJリーグ全主審より多いものの、前年よりは減少している。「主審記録」を参照）
2008年3月、FUJI XEROX SUPER CUPでの判定を巡る騒動（後述）により、Jリーグ公式戦の無期限担当割り当て停止（2度目の出場停止処分）を受けた。その間も国際主審としての活動は（国際審判員の不足などを理由に）これまで通り行っており、AFCチャンピオンズリーグ・AFCカップで笛を吹いた。また国内ではJサテライトリーグや各クラブの練習試合を担当していたが、6月15日のJ2第20節、愛媛FC - 水戸ホーリーホック戦でJリーグ公式戦の主審に復帰している。さらに、7月12日のJ1第16節、大宮アルディージャ - ジュビロ磐田戦からはJ1リーグ戦の主審も再び担当している。
2010年5月24日、サッカーの聖地とも称されるウェンブリー・スタジアムにおいて、国際親善試合イングランド代表 - メキシコ代表戦で日本人初の主審を務める（副審に大塚晴弘・名木利幸）。
また、2011年1月1日の天皇杯決勝戦や、同年12月3日のJ1第34節（清水エスパルス - ガンバ大阪戦においても主審を務めるなど、徐々に大舞台での大役も任されるようになり、同年10月30日から審判員交流研修プログラムの一環としてイングランドへ派遣され、FAカップ1回戦のブレントフォードFC対ベイシンストーク・タウンFC戦の主審を務めた。FAカップでイングランドサッカー協会に登録していない審判が主審を務めるのは初めて。
2016年に国際審判員を引退したが国内のJリーグなどで引き続きプロフェッショナルレフェリーとして活動。2017年の退場者取り違え事件（後述）の後、審判を辞める気持ちに心が動いたが、当時日本サッカー協会審判戦略構想部会長を務めていたレイモンド・オリバーの「日本の審判員は（中略）フットボールの本質が見えていない。フットボールにとって大事なことは、皆がフットボールを楽しむこと」「選手に共感し、スタジアムに共感し、フットボールに共感することが大事なのだ。最少の笛とカードで、最大の喜びと美しさを創り出すことが大事なのだ」「（家本が“良いレフェリー”から“素晴らしいレフェリー”になるためには）競技規則の表面的なことから自由になって、フットボールのフィロソフィに忠実になる必要がある」といった言葉に感銘を受け、ファウルやカードの数を大きく減らすなどレフェリングスタイルの再構築に取り組み、FUJI XEROX SUPER CUP2019の主審を任されるようになるなど高い評価を得られるようになっている。
2021年7月17日に担当したJ1第20節・サガン鳥栖 - 名古屋グランパス戦（駅前不動産スタジアム）をもって、Jリーグ担当試合数が503試合（J1：328試合、J2：173試合、J3：2試合）に達し、吉田寿光（2018年限りで1級審判員から引退）の持っていたJリーグ担当審判員（主審）最多出場試合数を更新した。
2021年11月1日、2021年シーズンをもって国内トップリーグを担当する審判員を退くことが日本サッカー協会から発表された。J1リーグの最終担当試合は2021年12月4日に行われた最終節・横浜F・マリノス対川崎フロンターレ（日産スタジアム）で、試合後には両チームの選手の作った花道を通ってピッチを後にし、両軍から記念ユニフォームが贈呈された。また、両チームのサポーターから労いの横断幕が掲出された。
2022年1月31日をもってJFAとのプロフェッショナルレフェリー契約が満了になるとともに、審判員資格・審判員指導者資格も更新しなかったことを自身のTwitterで明らかにした。2022年3月23日に更新した自身のnote（ブログ）で、審判員引退後に公益社団法人日本プロサッカーリーグに入り、新設されたフットボール本部フットボール企画戦略部にてJリーグの魅力向上のための活動を行っていることを明らかにした。
2023年12月18日、前Jリーグチェアマンの村井満が設立した企業「ONGAESHI Holdings」を通じて、同社との業務提携を行ったフィル・カンパニーの特命部長に就任、2024年3月18日付けでONGAESHI Holdingsの広報部長にも就任した。

## 経歴

### 選手歴
- 福山市立瀬戸小学校
- 福山市立済美中学校
- 福山葦陽高校
- 同志社大学

### 審判員歴
- 1992年 - 4級審判員
- 1993年 - 3級審判員
- 1994年 - 2級審判員
- 1996年 - 1級審判員

なお、当時は全国最年少の1級審判資格取得者でもあった。
- 2002年 - Jリーグ審判員に登録
- 2005年 - 2016年 国際主審登録
- 2005年 - スペシャルレフェリー（現プロフェッショナルレフェリー）登録

## 人物
- 自身のレフェリング方針は、「最小の笛で、最高の試合を」[17]。
- 福山市立瀬戸小学校および福山市立済美中学校時代の1年後輩に上村健一がいる。
- プロフェッショナルレフェリーとなって以降、メディカルトレーナーで久保竜彦のリハビリを手がけた夏嶋隆と、大阪体育大学の指導者（当時）・坂本康博に師事していた[2]。特に夏嶋とは2008年のFUJI XEROX SUPER CUPのレフェリング（後述）で「半永久追放」状態となった際に夏嶋の元で診療所とトレーニング施設の手伝いを続けながらトレーニングに励み、夏嶋からの激励を受けつづけたことが審判を続けられた要因の一つだと述べている[3]。
- 試合のない日は自作のトレーニングメニューにより毎日個人トレーニングを実施し、担当カードが決まると対戦する両チームの直近の3試合を見て、両チームの雰囲気や状況の把握に努めているという[18]。
- 妻とは2007年末にプロポーズし2008年末に結婚。2008年のFUJI XEROX SUPER CUPのレフェリングが問題になり（後述）「半永久追放」状態になったときに精神的に支えてくれたのが妻であったといい、玉乃淳との対談では「あのとき彼女がいなかったら僕は今確実に審判を続けていないでしょう」と語っている[18]。
- また、玉乃との対談では、かつての自分のレフェリング（に批判が集まっていたこと）について「昔は血気盛んなただの世間知らずな鼻垂れ小僧でしたので、自分の考えや感情をうまくコントロールできなくて対応がうまくいかないこともあった」と述懐したうえで、「もちろん自分が未熟だからそうなっただけなので当然の報いです」と振り返っている[18]。
- JFAの審判委員会などの場を通じて、後にJFA専務理事となる実業家の須原清貴と出会ったのを機に論理的思考とビジネス感覚に関心を抱き、プロフェッショナルレフェリーを務めながらビジネススクールであるグロービス経営大学院を修了。この経験がレフェリングにも好影響を及ぼしたという[19]。
- ヨコハマ・フットボール映画祭2020での自身が登場するドキュメンタリー映画『審判～ピッチ上の、もうひとつのチーム』（監督：石井紘人）上映にて、ライブコメンタリーに挑戦、多くのファンの好評を得て、観客賞受賞に至る。
- 2020年に情報発信の場としてブログ (note) を開始。最初の話題は、2020年10月14日のJ2第26節・ヴァンフォーレ甲府対ギラヴァンツ北九州（山梨中銀スタジアム）での小鳥救出劇[注釈 2]の舞台裏について触れたものだった。

## 話題・問題となった主な試合・判定

### 2008年
FUJI XEROX SUPER CUP（3月1日）、鹿島アントラーズ - サンフレッチェ広島戦
前半12分に鹿島DF岩政大樹が相手GKの持つボールに左ひざを出し、2枚目のイエローカードで退場。その後、広島MF李漢宰も前半38分に退場になる。鹿島が2点リードした後半33分に、広島FW久保竜彦が鹿島MF中後雅喜と競り合って倒れた際、鹿島DF青木剛のファウルと判定してPK。広島が同点に追いついて行われたPK戦では、副審の武田進が「キッカーが蹴るより先に前に動いた」と判定したのを受けて、鹿島GK曽ヶ端準の3度のPKセーブのうち2度をやり直させた。広島の勝利に終わった試合後に家本に詰め寄って猛抗議した曽ヶ端と中後にイエローカード、手を叩く仕草をしたとされた大岩剛にレッドカードを出した。結局、両チーム合計でイエローカード11枚、レッドカード3枚が提示されたこの試合の判定は、その年最初のJリーグ公式戦であり、注目度の高いスーパーカップでのものだったこともあり、マスメディアでも家本の名前と共に大きく取り上げられた。試合後には、度重なる自チームに不利な判定に怒りを募らせたIN.FIGHTのサポーターがピッチに乱入する騒動となった。
松崎康弘日本サッカー協会（JFA）審判委員長は「判定ひとつひとつは大きく間違っていないが、十分に試合をコントロールできなかった。選手の信頼を得られなかった」と指摘し、鹿島MF小笠原満男からも「一番冷静であるべきレフェリーが感情的だった」と批判されるなど、家本が選手からの信頼を未だに得られていないことが浮き彫りとなった。この件について鬼武健二Jリーグチェアマンからは「審判は反省しているはず」、川淵三郎JFAキャプテンからも「問題があったといわざるを得ない」 と苦言を呈された。
その後、3月6日にはJFA審判委員会より、ゲームコントロールが悪かったとしてJリーグ試合の無期限担当割り当て停止の措置が下された。記者会見で松崎康弘審判委員長は、この措置は処分ではなく冷却期間を置くためであるとし、また判定については、一つ一つの判定自体は正しいとした上で、岩政への2回目の警告は危険なタックルとは言えず不適当なものであったこと、PKの際のGKの動作違反の厳格化については周知していなかったことを認めた。
記者会見に同席した家本は岩政への2回目の警告について、「早い時間に中心選手が欠けると試合に影響すると考え、警告を出すまでにちゅうちょしたことは反省している」 と述べた。
後に家本本人が述懐したところに依れば、この時の状況について「（その年の最初のJリーグ公式戦であり、シーズンにおける）『判定基準』を示そうと気負い過ぎた」「（選手のやろうとしていることに向き合わず）『判定の正確さ』だけを追求しようとした」「『競技規則』に囚われすぎて柔軟さが足りなかった」が故に招いた事態であり、自分の未熟さ、浅はかな考え方、偏った価値観が招いたものと結論づけている。

### 2009年
ナビスコ杯（7月29日）、ガンバ大阪 - 横浜F・マリノス戦
ピッチのほぼ中央で横浜FMDF中澤佑二がG大阪FWルーカスのひじ打ちを受け負傷。主審の家本はそのファウルを見落としただけでなく、中澤が患部を押さえて倒れていたにもかかわらず、試合を続行した。このプレーにより中澤は右眼窩（がんか）底を骨折（全治2週間）。横浜の木村浩吉監督も「すごい音がした。すぐ止めるべき」と選手生命にも影響しかねない家本の対応に激怒した。この家本の判定を問題視した横浜F・マリノスは試合後に意見書を提出。その際に「見えていなかった」との見解を示され、クラブ側はさらに不信感を募らせた。日本サッカー協会の犬飼会長は、中澤が骨折した件を踏まえ、家本ら審判に対して出場停止処分を科すことを検討したいと述べた。

### 2015年
J1 2nd第2節（7月15日）、ヴァンフォーレ甲府 - ベガルタ仙台戦
この試合で、第4の審判員の佐藤貴之は前半のアディショナルタイムを1分と掲示したが、主審の家本はアディショナルタイム突入後約20秒で前半を終了させた。掲示より早く前半が終了したため、両チームの選手やスタッフが抗議、さらにはスタジアムに訪れた観衆からも大きなブーイングを浴びる事態に発展した。その後家本はドロップボールで試合を再開させたが、約20秒後に再び前半終了の笛を吹いたため、結局アディショナルタイムはやり直しを含めても1分に満たなかった。なお、実行委員の海野一幸により、家本は佐藤にアディショナルタイムを0分と伝えていたことが証言されている。

### 2016年
2016Jリーグチャンピオンシップ 決勝1stレグ（11月29日）、鹿島アントラーズ - 浦和レッズ戦
0-0で迎えた後半11分、浦和MF柏木陽介のクロスボールに反応した浦和FW興梠慎三がペナルティーエリア内で鹿島DF西大伍と接触し、転倒。この場面で西は興梠に対して足をかけたようにも、手で押さえたようにも見えなかったが、家本は西のファウルを取り、PKの判定を与える。このPKが決勝点となり、この試合浦和が勝利する。このジャッジに対し、実況中継の解説を務めた金田喜稔が「PKになるような接触ではない」と述べたこと、さらにはこのジャッジや試合を通じての判定に対して西をはじめとする鹿島の各選手が口々に不満の意を唱え、当事者である興梠も「そんなに激しいタックルでは、もちろんなかった」と述べた ことから物議を醸すこととなった。
試合終了後、審判委員長や審判関係者はPKの判断が正しかったと労い、サッカーライターの石井紘人もこの判定に対して「（サッカー競技規則に照らせば）ポイントはボールにプレーできているかどうかと腰でのチャージ」として、ボールに関与せず西が腰で興梠を倒したことによるファウルの判定だとして、ジャッジが妥当なものであったと自身のコラムで述べている が、中には本件とは無関係にもかかわらず過去の誤審を引き合いに出し、家本の落ち度を過剰に煽り立てる記事もあり、「これまで多々我慢してきましたが、今回のJCS決勝でのあまりにも理不尽な、受け入れがたい記事が多く、また、影響を与えてはならない特定の選手や関係者、ファン・サポーターの方々まで悪影響を与える可能性が多分に出てきた」として自身のFacebookアカウントを閉鎖する など、結果的に家本自身の心を閉ざしパフォーマンスの低下につながる一因ともなった。

### 2017年
明治安田生命J2リーグ 第28節（8月16日）、FC町田ゼルビア - 名古屋グランパス戦
3-3で迎えた後半42分、相手ゴール前に抜け出そうとした名古屋MF青木亮太が町田DF深津康太と奥山政幸に挟まれる形で倒されると、家本はレッドカードを提示した。その後、家本はファールをした選手を忘れ、審判団全員に確認したが誰も覚えておらず、町田の選手にも確認したが誰も申告しなかった。約5分間にわたる押し問答の末に退場を命じられたのは、プレーに関与していない平戸太貴だった。平戸は「自分がやったと言われたので、自分ではないことだけを主張し続けていたんですけど、それが覆らなかった」「どのくらい距離が離れていたかは覚えてないですけど、自分は全く関係していなかった」と述べた。また、町田の相馬直樹監督も「あの一つでだいぶ印象が変わってしまったのは残念です」と振り返った。規律委員会の審議の結果、退場処分が人違いであったことが認められ、一連の処分は深津に付け替えられている。一発退場による選手の取り違えは2008年4月6日のJ2第6節・ヴァンフォーレ甲府対セレッソ大阪以来2度目。家本はこの誤審を理由に、2試合の割当停止処分を受けた。
なお試合は、このファウルで得たフリーキックを名古屋のガブリエル・シャビエルが直接沈め、4-3で名古屋が勝利した。

## 決勝担当
| 開催年月日     | 大会                                      | 対戦カード       | 対戦カード         | 結果        | 会場                         | 担当  |
| -------------- | ----------------------------------------- | ---------------- | ------------------ | ----------- | ---------------------------- | ----- |
| 2004年1月12日  | 第83回全国高等学校サッカー選手権大会      | 国見             | 筑陽学園           | 6-0         | 国立競技場                   | 副審  |
| 2005年1月1日   | 第84回天皇杯全日本サッカー選手権大会      | 東京ヴェルディ   | ジュビロ磐田       | 2-1         | 国立競技場                   | 第4審 |
| 2007年1月8日   | 第86回全国高等学校サッカー選手権大会      | 盛岡商           | 作陽               | 2-1         | 国立競技場                   | 主審  |
| 2007年11月3日  | 2007 Jリーグヤマザキナビスコカップ        | ガンバ大阪       | 川崎フロンターレ   | 1-0         | 国立競技場                   | 第4審 |
| 2008年3月1日   | ゼロックススーパーカップ 2008             | 鹿島アントラーズ | サンフレッチェ広島 | 2-2 (PK3-4) | 国立競技場                   | 主審  |
| 2011年1月1日   | 第90回天皇杯全日本サッカー選手権大会      | 鹿島アントラーズ | 清水エスパルス     | 2-1         | 国立競技場                   | 主審  |
| 2012年11月3日  | 2012 Jリーグヤマザキナビスコカップ        | 清水エスパルス   | 鹿島アントラーズ   | 1-2         | 国立競技場                   | 主審  |
| 2015年10月31日 | 2015 Jリーグヤマザキナビスコカップ        | 鹿島アントラーズ | ガンバ大阪         | 3-0         | 埼玉スタジアム2002           | 主審  |
| 2015年12月6日  | 2015 J1昇格プレーオフ                     | アビスパ福岡     | セレッソ大阪       | 1-1         | ヤンマースタジアム長居       | 主審  |
| 2016年11月29日 | 明治安田生命2016Jリーグチャンピオンシップ | 鹿島アントラーズ | 浦和レッズ         | 0-1         | 県立カシマサッカースタジアム | 主審  |
| 2018年12月8日  | 2018 J1参入プレーオフ                     | ジュビロ磐田     | 東京ヴェルディ     | 2-0         | ヤマハスタジアム             | 主審  |
| 2019年2月16日  | FUJI XEROX SUPER CUP2019                  | 川崎フロンターレ | 浦和レッズ         | 1-0         | 埼玉スタジアム2002           | 主審  |
| 2019年12月14日 | 2019 J1参入プレーオフ                     | 湘南ベルマーレ   | 徳島ヴォルティス   | 1-1         | Shonan BMW スタジアム平塚    | 主審  |
| 2021年10月30日 | 2021 JリーグYBCルヴァンカップ             | 名古屋グランパス | セレッソ大阪       | 2-0         | 埼玉スタジアム2002           | 主審  |

## 著書
- 『主審告白』 東邦出版 2010年8月12日（岡田康宏との共著）ISBN 978-4809408854

### 注記
1. ↑  ガンバ大阪にリーグ戦優勝の可能性が残された試合だった。
2. ↑  この試合の前半28分、主審を務めていた家本がピッチ内に小鳥が倒れているのを見つけ、プレーの隙間を狙って小鳥を拾い上げ、そのまま第4審を務めていた上原直人に手渡したというもの[20]。
3. ↑  56分に西村雄一主審からレッドカードを提示された甲府の池端陽介が退場となったが、同年4月11日規律委員会の決定により、甲府の桜井繁に退場処分が付け替えられた[38]。